# Black Belt
«Black Belt» (с англ. — «Чёрный пояс») — американский журнал о боевых искусствах и единоборствах, основанный в 1958 году Уэхара Митоси. В течение первых лет публикации Уэхара был практическим владельцем и издателем. «Black Belt» — одно из самых старых изданий, имеющих дело с самообороной и боевыми искусствами в Соединенных Штатах.
Журнал пишет практически обо всех боевых искусствах и стилях имеющих национальное или международное распространение, включая дзюдо, таэквондо, хапкидо, каратэ, кунг-фу, дзюдзюцу, айкидо, джиткундо, панкратион и другие дисциплины. Основная тематика — бойцовские техники и персоналии боевых искусств, вне зависимости от возраста. Журнал делает упор на системы самозащиты, включая технику военных и полицейских. Мало внимания обращается на олимпийские соревнования по дзюдо, таэквондо, борьбе и боксу, но в то же время уделяется особое внимание коммерчески прорекламированным смешанным боевым искусствам и их основным бойцам.

## История
Считается, что журнал основан в 1961 году, поскольку он стал популярен в этот год. Однако первый журнал был составлен на кухонном этаже дома Уйехары в 1958 году, а затем выпущен и продан за десять центов. В первый год производства (1961), Уйехара оказался в долгах больше 30 000 долларов. Эта история, которой он поделился со своими детьми и внуками, чтобы они верили в себя и боролись с трудностями жизни. Брюс Ли внес свой вклад - он написал много статей в 60-х годах. Уйехара был единственным, кто отвечал за публикации Ли в журнале. 

### Формат
По прошествии нескольких лет журнал выходил раз в месяц. А затем начал выходить в цвете. Стоит отметить, что на протяжении всего времени журнал шел в ногу со временем, и один из первых добавлял новшества. На обложке журнала появлялись женщины, афроамериканцы, и представители других этнических групп. Все противоречивые решения принимались с учетом их соответствующих публикаций. Редакторы даже поставили на обложку Брюса Ли за долго до того, как он стал звездой.

### Создатель
Уэхара Митоси является основателем журнала "Black belt". Сам так же был связан с боевыми искусствами, у него 3-й Дан в Айкидо, но он так же изучал многие другие искусства. Он является учеником Тоэй Сэнсэя, мастера Айкидо. Уэхара считал, что американцы могут извлечь пользу из боевых искусств, а его любовь к этим искусствам привела к превращению хобби в деятельность жизни. То, что началось как скромное стремление открыть первое додзё Айкидо в Лос-Анджелесе, превратилось в один из самых популярных журналов. Он был в отличных отношениях с Брюсом Ли. Когда Уэхара увидел талант Ли и отразил это в публикациях журнала, Ли ответил взаимностью и лояльностью, давая прямые интервью Уэхаре, когда получил славу. Они оставались близкими друзьями до самой смерти Ли. 
Уэхара никогда не было другого лучшего друга со времени смерти Ли. 
Через год после того, как Брюс Ли появился на обложке, редакторы журнала обнародовали Зал Славы Черного Пояса. В последующие десятилетия компания опубликовала книги, сделанные видеоролики, размещенные события и выпустила выпуски публикаций, в том числе «Каратэ Иллюстрированный», «Боевые искусства», «Бойспорт» и «Самозащита для женщин».